# Danneel Harris
Danneel Ackles, de nom real Elta Danneel Graul i coneguda artísticament com a Danneel Harris (Lafayette, Louisiana, 18 de març de 1979), és una actriu estatunidenca, coneguda pels seus papers a One Tree Hill i a Harold & Kumar Escape from Guantanamo Bay.

## Biografia

### Primers anys
En néixer li van posar Elta Danneel Graul. Elta és un nom francès però ella utilitza com a nom artístic Danneel, el seu segon nom i el cognom Harris inspirant-se en la seva besàvia. La seva cosina és l'actriu Mary Lou. Es va mudar a Los Angeles i va continuar la seva formació.

### Carrera
Abans d'aconseguir el seu primer paper, Danneel treballà de model per a marques com Big Sexy Hair and Juicy Jeans, on va aparèixer per primera vegada en un comercial de televisió. La pel·lícula independent La difícil situació de Clownana marca el seu primer gran paper actuant. Els seus altres crèdits inclouen el BM's What I Like About You.
Es traslladà a Nova York el 2004 arran del seu paper en One Life to Live. Va saltar ràpidament al radar de Hollywood, obtenint papers recurrents en les sèries "JAG", "Joey" i "El que m'agrada de tu". El 2005, Harris va obtenir el paper recurrent de "Rachel Gatina" en l'exitosa sèrie One Tree Hill. El 2006, es va convertir en un personatge regular de la sèrie.
Harris va acabar dues pel·lícules el 2007, sent la primera la comèdia Parental Guidance Suggested, al costat de Jamie Kennedy i Michael Cera. La segona és Ten Inch Hero al costat de Clea DuVall.
Danneel és experta en gimnàstica i els seus talents musicals inclouen tocar el piano i cantar. També ha aparegut en sèries com CSI, How I Met Your Mother, i el 2009 en un capítol de NCIS. Al llarg d'aquest any també s'espera que aparegui en la sisena temporada de One Tree Hill.
Recentment, Harris va obtenir papers de protagonista en dues grans comèdies per Screen Gems: Maxim's Fired Up i Maxim's Mardi Gras.
Maxim's Fired Up és una comèdia sobre dos nois populars que decideixen que al passar dues setmanes en un campament d'animadores és una oportunitat perfecta per tenir innombrables trobades romàntiques sense sentit amb noies que porten molt poca roba. Els seus plans surten malament quan un dels nois s'enamora de l'encantadora Carly, interpretada per Harris.
En Maxim's Mardi Gras, Harris interpreta a una noia que viu a Nova Orleans que es reuneix amb un grup d'amics que està viatjant al voltant del país a la recerca de la millor festa.

### Model
Mentre desenvolupava la seva carrera com a actriu, va treballar de model per a marques com Jeans i Big Sexy Hair. Ha estat la imatge de diverses revistes on destaca apareixent en dues portades de Maxim's: al novembre de 2006 al costat de les seves coestrellas Hilarie Burton i Sophia Bush; i al març de 2008 en solitari, acaparant un gran interès.

## Vida personal
El dissabte 15 de maig del 2010, va contreure matrimoni amb el seu nuvi des de fa 3 anys, Jensen Ackles, actor conegut per la sèrie Supernatural, i amb qui va treballar en Ten Inch Hero, a l'Hotel Mitjana Lluna Vermella en Dallas, Texas. Ackles va utilitzar un esmòquing tradicional amb una corbata de llaç. Mentre que, Harris, va lluir un vestit de Monique Lhuiller blanc de la col·lecció Tardor 2010.